# Бронепалубни крайцери тип „Етна“
Етна (на италиански: Etna) са серия бронепалубни крайцери на Кралските военноморски сили на Италия от края на 19 век. В италианския флот са класифицирани като „таранно-торпедни кораби“ (на италиански: Ariete-torpediniere). Всичко от проекта са построени 4 единици: „Етна“ (на италиански: Etna), „Стромболи“ (на италиански: Stromboli), „Везувио“ (на италиански: Vesuvio) и „Еторе Фиерамоска“ (на италиански: Ettore Fieramosca). Те са италианската версия на крайцера „Джовани Бозан“, проектиран и построен за Италия от британската компания Armstrong Whitworth. По своите характеристики са чувствително по-слаби от прототипа.

## Списък на корабите от типа[2]
| Име                | Корабостроителница-строител | Дата на залагане    | Дата на спускане на вода | Дата на влизане в състава на флота | Дата на извеждане от състава на флота/гибел | Съдба                                  |
| ------------------ | --------------------------- | ------------------- | ------------------------ | ---------------------------------- | ------------------------------------------- | -------------------------------------- |
| „Етна“             | Кастеламаре ди Стабия       | 19 януари 1884 г.   | 26 септември 1885 г.     | 2 декември 1887 г.                 | 1921 г.                                     | Предаден за скрап 1921 г.              |
| „Стромболи“        | Венеция                     | 31 август 1884 г.   | 4 февруари 1886 г.       | 20 март 1888 г.                    | 1911 г.                                     | Предаден за скрап 1911 г.              |
| „Везувио“          | Ливорно                     | 10 юли 1884 г.      | 21 март 1886 г.          | 16 март 1888 г.                    | 1915 г.                                     | Предаден за скрап 1915 г.              |
| „Еторе Фиерамоска“ | Ливорно                     | 31 декември 1885 г. | 30 август 1888 г.        | 16 ноември 1889 г.                 | Юли 1909 г.                                 | Потъва при корабокрушение. Юли 1909 г. |